# Borgarfjarðarhreppur
Borgarfjarðarhreppur es un municipio de Islandia. 

## Población y territorio
Se encuentra en la región de Austurland y en el condado de Norður-Múlasýsla. Tiene un área de 441 kilómetros cuadrados y una población de 141 habitantes, para una densidad de 0,3 habitantes por kilómetro cuadrado. Su principal centro urbano es la localidad de Bakkagerði.